# Tasto solo

Tasto solo est un terme italien utilisé dans les partitions musicales de musique ancienne et baroque, généralement sur la partie de continuo, pour indiquer qu'une note ou une phrase doit être jouée seule, sans harmonie,. Le terme  tasto est la traduction italienne pour clé (comme l'italien « tastiera » pour touche, « jouer la touche — la note — seule »), donc la partie doit être jouée mélodiquement en solo par l'instrument (par exemple le violoncelle) et non par l'instrument réalisant l'harmonie (par exemple le clavecin) où une ligne de basse continue est jouée par plus d'un instrument. 
L'expression est apparue pour la première fois dans les livres de théorie musicale au XVIIIe siècle, mais elle a été utilisée par des compositeurs comme Arcangelo Corelli avant cette époque. Carl Philipp Emanuel Bach fait remarquer que, dans la pratique, les Italiens ne jouaient pas en tasto solo.